# Danny Faure
Danny Faure (* 8. května 1962 v Kilembe, Uganda) je seychelský politik a od roku 2016 také čtvrtý prezident Seychel.

## Životopis
Faure se narodil seychelským rodičům v západním ugandském městě Kilembe. Základní a střední vzdělání vystudoval na Seychelách a poté studoval na univerzitě na Kubě, kde absolvoval studium politických věd.
V roce 1993, po navrácení demokracie do ostrovního státu, se Faure stal vůdcem vládního podnikání v Národním shromáždění, kde v této funkci působil až do roku 1998. V tomto roce byl jmenován ministrem školství. V průběhu let působil v různých ministerských křeslech včetně mládeže, financí, obchodu a průmyslu, veřejné správy a informačních a komunikačních technologií.
V roce 2006 byl jmenován ministrem financí prezidentem Jamesem Michelem. Během svého působení v oblasti financí se Seychely pustily do řady ekonomických reforem, které doporučil Mezinárodní měnový fond. Faure dohlížel na reformy první generace, které proběhly v období od října 2008 do října 2013. Dne 1. července 2010 se stal viceprezidentem.
Prezident James Michel oznámil 27. září 2016, že odstoupí s funkce 16. října a funkci převezme viceprezident Faure. Oznámení se shodovalo s volbou opoziční většiny v Národním shromáždění. Faure přísahal jako prezident 16. října 2016.
Danny Faure je rozvedený a má tři dcery a syna.